# Georgi Baczew
Georgi Baczew (bułg. Георги Бачев; ur. 18 kwietnia 1977 w Błagojewgradzie) – bułgarski piłkarz grający na pozycji napastnika.

## Kariera klubowa
Baczew wychował się w klubie Pirin 1922 Błagojewgrad. W 1993 roku zadebiutował w jego barwach w trzeciej lidze. W 1995 roku odszedł do pierwszoligowej Slawii Sofia. W 1996 roku wywalczył ze Slawią zarówno mistrzostwo, jak i Puchar Bułgarii. Na początku 1999 roku odszedł do lokalnego rywala Slawii, Lewskiego Sofia i jeszcze wiosną wywalczył wicemistrzostwo kraju. Z kolei w sezonie 1999/2000 ponownie został mistrzem Bułgarii, a jeszcze w trakcie sezonu na krótko powrócił do Slawii. W latach 2000–2003 Georgi grał w Lewskim. W 2001 i 2002 zdobywał z nim tytuły mistrzowskie, a w 2002 i 2003 puchary kraju. Zimą 2003 roku powrócił do Slawii na półtora roku. W 2004 roku zmienił barwy klubowe, zostając zawodnikiem drugoligowej drużyny Wichren Sandanski. Dwukrotnie z rzędu należał do jej najlepszych strzelców, a w latach 2005 - 2007 grał z nią w pierwszej lidze. W 2007 roku w wieku 30 lat zakończył karierę piłkarską.
| Sezon   | Klub                    | Kraj     | Rozgrywki | Mecze | Bramki |
| ------- | ----------------------- | -------- | --------- | ----- | ------ |
| 1993/94 | Pirin 1922 Błagojewgrad | Bułgaria | III liga  | 7     | 0      |
| 1994/95 | Pirin 1922 Błagojewgrad | Bułgaria | III liga  | 25    | 0      |
| 1995/96 | Slawia Sofia            | Bułgaria | I liga    | ?     | ?      |
| 1996/97 | Slawia Sofia            | Bułgaria | I liga    | 8     | 0      |
| 1997/98 | Slawia Sofia            | Bułgaria | I liga    | 27    | 8      |
| 1998/99 | Slawia Sofia            | Bułgaria | I liga    | 15    | 4      |
| 1998/99 | Lewski Sofia            | Bułgaria | I liga    | 11    | 4      |
| 1999/00 | Lewski Sofia            | Bułgaria | I liga    | 7     | 3      |
| 1999/00 | Slawia Sofia            | Bułgaria | I liga    | 2     | 0      |
| 2000/01 | Lewski Sofia            | Bułgaria | I liga    | 11    | 2      |
| 2001/02 | Lewski Sofia            | Bułgaria | I liga    | 18    | 8      |
| 2002/03 | Lewski Sofia            | Bułgaria | I liga    | 2     | 0      |
| 2002/03 | Slawia Sofia            | Bułgaria | I liga    | 6     | 1      |
| 2003/04 | Slawia Sofia            | Bułgaria | I liga    | 20    | 3      |
| 2004/05 | Wichren Sandanski       | Bułgaria | II liga   | 15    | 14     |
| 2005/06 | Wichren Sandanski       | Bułgaria | I liga    | 21    | 7      |
| 2006/07 | Wichren Sandanski       | Bułgaria | I liga    | 9     | 3      |

## Kariera reprezentacyjna
W reprezentacji Bułgarii Baczew zadebiutował 11 marca 1997 roku w wygranym 1:0 towarzyskim spotkaniu ze Słowacją. W 1998 roku został powołany przez selekcjonera Christo Bonewa do kadry na Mistrzostwa Świata we Francji. Tam był rezerwowym i nie rozegrał żadnego spotkania. Do 1999 roku wystąpił w 13 meczach drużyny narodowej i zdobył jednego gola.